# Южно-Хыльчуюское нефтегазовое месторождение
Южно-Хыльчуюское — нефтегазовое месторождение на севере Тимано-Печорской нефтегазоносной провинции, расположенного в Ненецком автономном округе России. Открыто в 1981 году. Доказанные запасы нефти составляют более 74 млн тонн. Доказанные запасы месторождения в 2008—2011 году снизились с 70 до 20 миллионов тонн.
Оператором месторождения является Нарьянмарнефтегаз (СП Лукойла — 70 % и ConocoPhillips —30 %). Добыча нефти в 2008 году составила 2,15 млн тонн, 2010 году — 6,9 млн тонн, в первом квартале 2012 года — 530 тыс. тонн. В августе 2012 года «ЛУКОЙЛ» объявил о приобретении доли американской ConocoPhillips в их СП «Нарьянмарнефтегаз» (НМНГ).